# Zeche General & Himmelscroner Erbstolln
Die Zeche General & Himmelscroner Erbstolln ist ein ehemaliges Steinkohlenbergwerk in Dahlhausen. Das Bergwerk war auch bekannt unter den Namen Zeche Vereinigte General & Himmelscrone Erbstolln und Zeche General & Himmelskrone bekannt.

## Bergwerksgeschichte
Im Jahr 1819 konsolidierten die Zechen Himmelscrone, Pauline und der General-Stolln Nr. 2 zur Zeche General & Himmelscroner Erbstolln. Im selben Jahr erfolgte der Abbau an den Schächten 8 und Levin. Im Jahr 1822 wurden die Berechtsamen und das Erbstollenrecht für den ehemaligen General-Stolln Nr. 2, den jetzigen General & Himmelscroner Erbstolln, verliehen. Im selben Jahr wurde der Schacht Theresa im Bereich Hasenwinkeler Straße und Am Sattelgut geteuft. Der Durchschlag erfolgte auf den Erbstollenquerschlag Nr. 1. Der Querschlag war aus dem Erbstollen heraus etwa 500 Meter in südlicher Richtung aufgefahren worden und gehörte zur Berechtsame Hasenwinkel. 
Nach Fertigstellung des Schachtes erfolgte die Förderaufnahme aus einer Teufe von 22 Metern mittels Pferdegöpel. Die geförderten Kohlen wurden übertägig mit einer Pferdeschleppbahn zur Kohlenniederlage an der Ruhr in Dahlhausen gebracht. Der Erbstollen diente ab diesem Zeitpunkt nur noch der Ableitung der Grubenwässer. Im Jahr 1825 wurde an den Schächten 8 und 9 Abbau betrieben. 1827 war die Zeche gemäß den Unterlagen des Märkischen Bergamtes „voll in Betrieb“. Im Jahr 1829 erfolgte die Vereinigung zur Zeche Hasenwinkel-Himmelscroner Erbstolln.

### Förderung
Die ersten bekannten Förderzahlen des Bergwerks stammen aus dem Jahr 1825, damals wurden 6883 Tonnen Steinkohle gefördert. Im Jahr 1828 wurden 9673 Tonnen Steinkohle gefördert. Die letzten bekannten Förderzahlen des Bergwerks stammen von 1829, in diesem Jahr wurden 10.598 Tonnen Steinkohle gefördert.

## General-Stolln Nr. 2
Der General-Stolln Nr. 2 in Dahlhausen war auch bekannt unter dem Namen General-Erbstolln Nr. 2 oder Generaler Erbstolln Nr. 2. Am 21. Mai des Jahres 1777 wurde das Grubenfeld verliehen. Im Jahr 1790 wurde der Stollen anstelle des aufgegebenen General & Sonnenschein Erbstolln angesetzt. Das Stollenmundloch befand sich an der Straßenecke Am Alten General und der Kassenberger Straße. Die Auffahrung nach Osten erfolgte bis zu einer Endlänge von 3500 Metern. Im Jahr 1805 wurde der Primus-Sprunges durchörtert. Hinter dem Primus-Sprung wurde der Erbstollenquerschlag Nr. 1 nach Norden angesetzt. Dieser Stollen wurde aufgefahren, um die Flöze in der Hasenwinkeler Berechtsame aufzuschließen und wurde deshalb auch Hasenwinkeler Stollenquerschlag genannt.
Im Jahr 1806 wurde der General-Stolln Nr. 2 weiter in östlicher Richtung aufgefahren. Grund hierfür war die Lösung der Berechtsamen Bonifacius, Johann Christoph, Vereinigte Kirschbaum und Himmelscrone. Im Jahr 1808 befand sich das Stollenort bereits 128 Meter hinter dem Lichtloch 6. 1809 wurde der Stollen von der Zeche Hasenwinkel & Sonnenschein mitbenutzt. 1811 wurde im Stollen und auch außerhalb eine Schienenbahn zum Kohlenmagazin an der Ruhr verlegt. 1813 wird für den Stollen das Erbstollenrecht beantragt. Im Jahr 1819 erfolgte mit weiteren Berechtsamen die Konsolidation zur Zeche General & Himmelscroner Erbstolln.

## Himmelscrone
Die Zeche Himmelscrone in Oberdahlhausen war auch bekannt unter dem Namen Zeche Himmels Crone. Über die Zeche wird nur wenig berichtet. Im Jahr 1770 wurde die Mutung eingelegt und das Grubenfeld verliehen. Etwa um das Jahr 1775 war die Zeche gemäß der Situationskarte in Betrieb. Im Jahr 1773 schloss die Zeche Himmelscrone mit dem Generals Erbstolln und der Zeche Glück-Sonne einen Vertrag bezüglich der Berechtsamen. 1778 war die Zeche in Betrieb. 1788 erfolgte zunächst eine Vermessung des Grubenfeldes, danach wurde die Zeche wieder in Betrieb genommen. 1815 war die Zeche erneut in Betrieb. Am 10. November 1819 wurde ein Längenfeld verliehen, im selben Jahr erfolgte die Vereinigung zur Zeche General & Himmelscroner Erbstolln.

## Pauline
Über die Zeche Pauline in Dahlhausen ist nur sehr wenig bekannt. 1807 wurde das Grubenfeld verliehen. 1813 war die Zeche vermutlich in Betrieb. Im Jahr 1819 erfolgte die Konsolidation mit weiteren Berechtsamen zur Zeche General & Himmelscroner Erbstolln.